# Цветы запоздалые (фильм)
«Цветы запоздалые» — фильм по мотивам одноимённой повести А. П. Чехова, написанной в ранний период творчества писателя. Режиссёр фильма, Абрам Роом, сам написал сценарий и подобрал музыкальное сопровождение, в том числе фрагменты из «Фантастической симфонии» Гектора Берлиоза.

## Сюжет
В фильме изображена жизнь семьи князей Приклонских. Главная героиня княжна Мария, приятная и благоразумная девушка, любит мать и брата Егорушку. Брат — порочный человек, не желающий избавляться от вредных привычек.
Болезнь детей вынуждает Приклонскую обратиться за помощью к Топоркову, их бывшему крепостному, выучившемуся и ставшему известным врачом. Маруся влюбляется в доктора, приписывая ему благородные черты, о которых она читала в романах. Вскоре Топорков через сваху просит руки Маруси, однако при этом он требует от княгини приданого в шестьдесят тысяч рублей. Эта просьба оскорбляет княгиню Приклонскую, и доктор получает отказ. Топорков вскоре женится на богатой купчихе.
Финансовые дела семьи терпят крах, и от глубоких переживаний за судьбу детей княгиня умирает. Егор всё больше опускается, приводит в дом продажную женщину и забирает у Маруси последние деньги. Маруся, страдая от душевных терзаний, постепенно заболевает чахоткой. Она приходит к доктору Топоркову на очередной приём и признаётся ему в любви. Её сильное чувство затрагивает его зачерствелое сердце, доктор раскаивается в своём браке по расчёту и том, что он наживался на горе людей. Он отправляется с Марусей на лечение за границу, но поздно. В Южной Франции девушка умирает на его руках, не прожив и трёх дней. Топорков возвращается в Россию, возобновляет докторскую практику и содержит непутёвого брата Маруси Егорушку, прекратившего общение с Калерией Ивановной, но продолжающего вести разгульную жизнь.

## В ролях
- Ирина Лаврентьева — Маруся, княжна Приклонская
- Александр Лазарев — Николай Семёнович Топорков, состоятельный доктор, бывший крепостной
- Ольга Жизнева — Приклонская, княгиня
- Валерий Золотухин — Егорушка, князь Приклонский
- Инна Ульянова — Калерия Ивановна, продажная женщина
- Александр Ханов — Никифор, камердинер
- Ирина Шаляпина-Бакшеева — Прохоровна, сваха
- Зоя Василькова — Топоркова, купчиха, жена доктора
- Иван Жеваго — повар Приклонских
- Любовь Калюжная — служанка Приклонских
- Владимир Липпарт — официант в ресторане
- Татьяна Лукьянова — Фрося, горничная Топоркова
- Джильда Мажейкайте — Лулу, певица в ресторане
- Николай Пажитнов — профессор (в титрах — И. Пажитнов)
- Борис Рунге — служитель банка (в титрах — В. Рунге)
- Анатолий Вербицкий — адвокат
- Владимир Ванышев — судебный пристав
- Всеволод Тягушев — Фуров, кредитор
- Натан Рахлин — дирижер, роль-камео (нет в титрах)
- Юрий Прокопович — эпизод (нет в титрах)
- Владимир Вязовик — гость Егорушки (нет в титрах)

## Съёмочная группа
- Режиссёр-постановщик — Абрам Роом
- Сценарист — Абрам Роом
- Оператор — Леонид Крайненков
- Художник — Геннадий Мясников

В фильме использованы фрагменты из «Фантастической симфонии» Гектора Берлиоза в исполнении Государственного симфонического оркестра кинематографии под управлением Натана Рахлина

## Одноимённый телеспектакль
В том же году, что и фильм, был поставлен одноимённый телеспектакль. Его режиссёр Анатолий Наль использовал в нём инсценировку Юрия Олеши, созданную писателем в 1959 году. В ролях: Маруся Приклонская — Елена Соловей; княгиня Приклонская — Кира Головко; доктор Топорков — Михаил Зимин; Егорушка — Юрий Пузырёв; сваха — Анастасия Зуева; немецкий врач — Михаил Болдуман; жена доктора Топоркова — Людмила Кудрявцева; Калерия Ивановна — Генриэтта Ромодина; чиновник — Виктор Кольцов.